# Sikaku

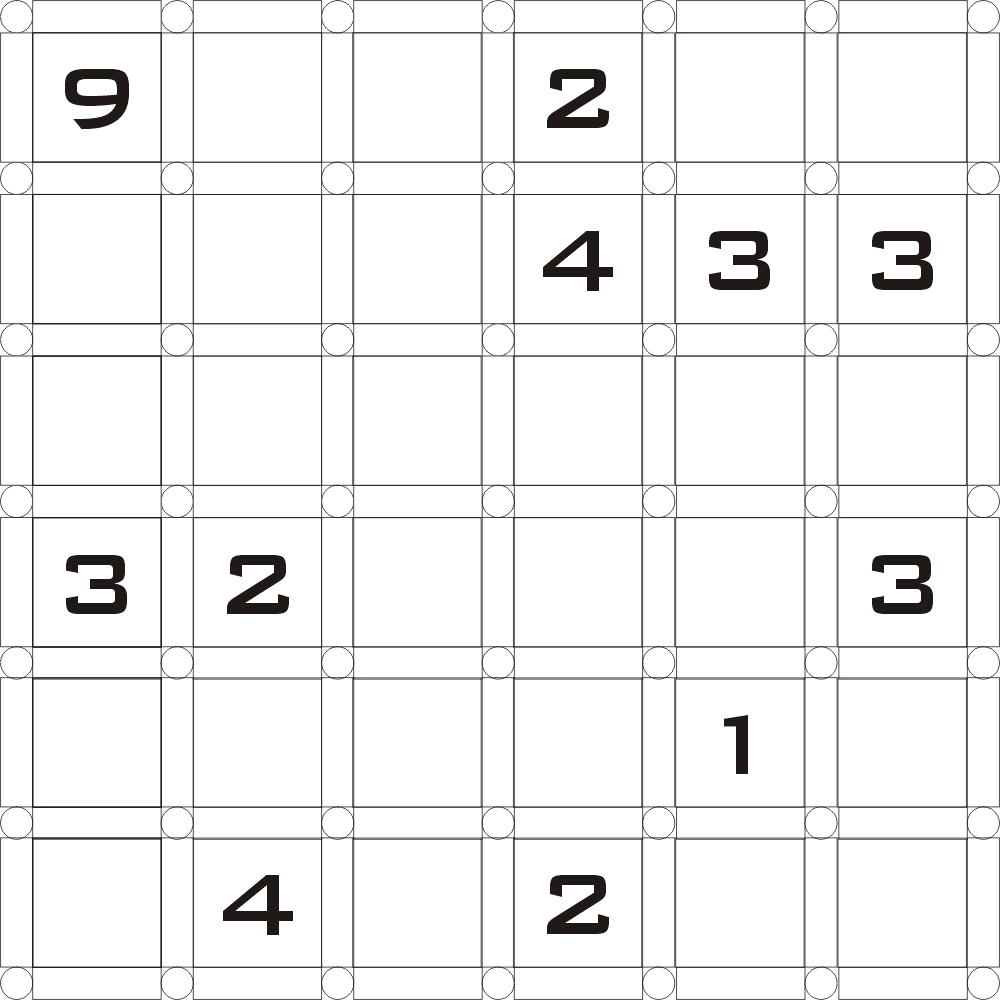
Beispiel eines Sikaku

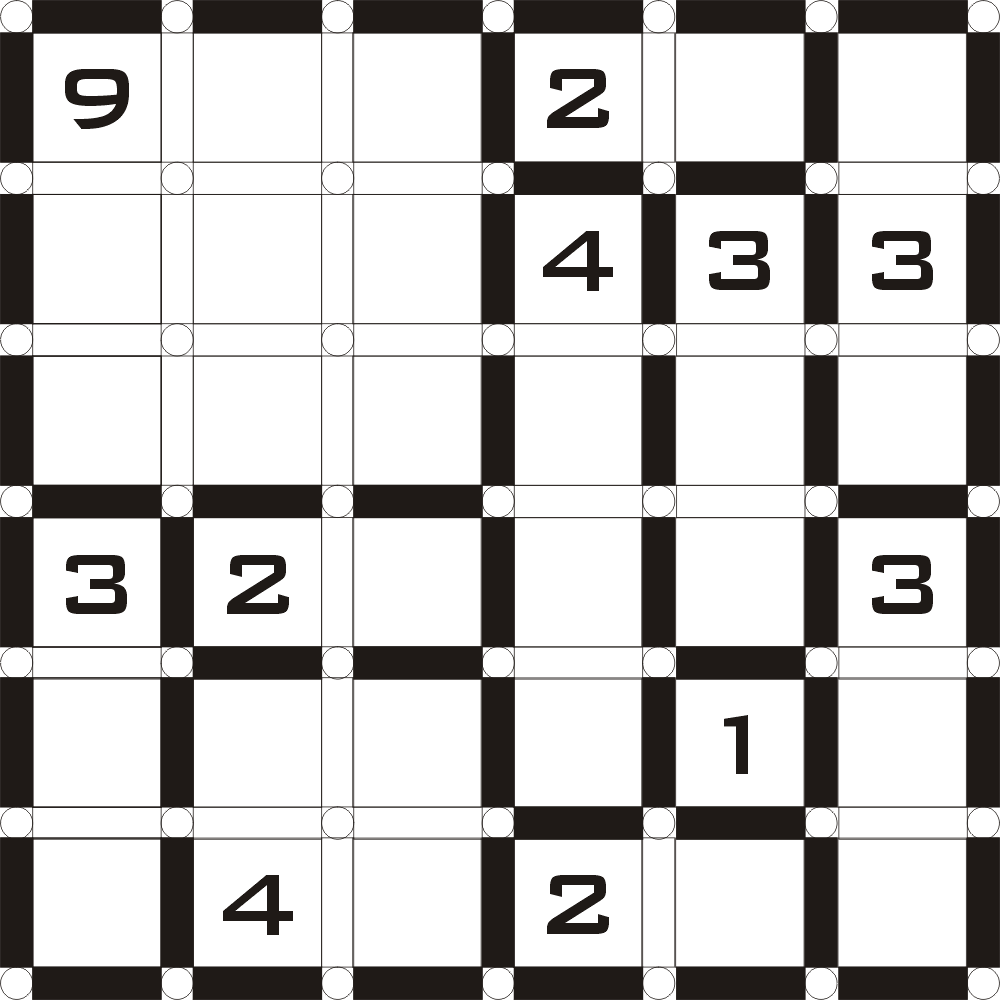
Zugehörige Lösung

Sikaku oder Shikaku (japanisch 四角に切れ shikaku ni kire, „in Quadrate schneiden“) ist ein Rätsel, das vom japanischen Verlag Nikoli veröffentlicht wird. Es ist auch unter dem Namen Zahlenareale, Number area oder Divide by Box bekannt.

## Regeln
Sikaku wird auf einem rechteckigen Gitter von beliebiger Größe gespielt. Einige Quadrate enthalten Zahlen.
Ziel des Spieles ist es, das Gitter in Rechtecke zu unterteilen, so dass die folgenden Regeln erfüllt sind:
- Jedes Rechteck enthält genau eine Zahl.
- Die Zahl gibt an, wie viele Quadrate in dem Rechteck enthalten sind.
- Zwei Rechtecke dürfen sich nicht überlappen.

Normalerweise wird die Lösung eindeutig durch die vorgegebenen Zahlen festgelegt.

## Lösungsstrategie
Zur Lösung eines Sikaku versucht man typischerweise zuerst einzelne kleine Rechtecke zu finden, die sich dann nach und nach zur gesuchten Lösung ergänzen.
|  | Zu jeder Zahl gibt es meist nur wenige Möglichkeiten, ein Rechteck zu formen. Da jede Zahl in einem eigenen Rechteck liegen muss, lassen sich manchmal alle Möglichkeiten bis auf eine ausschließen. So gibt es oft für sehr große Zahlen nur noch wenige Möglichkeiten, da um sie meist keine Reihe der entsprechenden Länge herumgelegt werden kann.                                         |
|  | Manchmal lassen sich auch einzelne Felder des Gitters nur von einer einzigen Zahl aus überhaupt erreichen. Hier im Beispiel links kann beispielsweise das Quadrat rechts unten nur von der Zahl Drei direkt darüber erreicht werden. |
|  | Um ein Feld mit der Zahl Eins ist das Rechteck bereits festgelegt und verläuft genau um diese Zahl. Dies ist auch der Grund, warum in den meisten Sikakus keine Felder mit der Zahl Eins vorkommen. Besondere Anhaltspunkte geben ungerade Zahlen. Primzahlen können nur in einer Reihe oder Spalte einen Kasten ergeben, ungerade Zahlen brauchen eine ungerade Anzahl an Spalten und Reihen. |
|  | Durch logische Überlegungen lassen sich so noch viele weitere Lösungsstrategien finden, durch die man schlussendlich die gesuchte Lösung erhält. |